# Ideał główny
Ideał główny – ideał (lewo-, prawo- bądź dwustronny) generowany przez podzbiór jednoelementowy pierścienia. Jeżeli {\displaystyle a} jest elementem pierścienia {\displaystyle R} z jedynką, to:
- prawostronny ideał główny {\displaystyle aR} jest równy

{\displaystyle \{a\cdot b} {\displaystyle \colon b\in R\},}
- lewostronny ideał główny {\displaystyle Ra} jest równy

{\displaystyle \{b\cdot a} {\displaystyle \colon b\in R\},}
- dwustronny ideał główny {\displaystyle RaR} jest równy

{\displaystyle \{b_{1}\cdot a\cdot b'_{1}+\dots +b_{n}\cdot a\cdot b'_{n}\colon b_{i},b'_{i}\in R\}.}
Jeśli {\displaystyle R} jest pierścieniem przemiennym to powyższe zbiory są równe. W takim przypadku ideał generowany przez element {\displaystyle a} pierścienia {\displaystyle R} oznacza się {\displaystyle (a).} Mówi się, że {\displaystyle R} jest pierścieniem ideałów głównych wtedy i tylko wtedy, gdy wszystkie ideały w {\displaystyle R} są główne. Dodatkowo, gdy {\displaystyle R} jest przemienny, nazywa się go dziedziną ideałów głównych.

## Własności
- Jeżeli {\displaystyle a} i {\displaystyle b} są niezerowymi elementami pierścienia {\displaystyle R,} to {\displaystyle (a)=(b)} wtedy i tylko wtedy, gdy {\displaystyle a\sim b,} przy czym {\displaystyle \sim } oznacza relację stowarzyszenia tj. {\displaystyle a\sim b} {\displaystyle \Leftrightarrow } {\displaystyle a} dzieli {\displaystyle b} oraz {\displaystyle b} dzieli {\displaystyle a.}
- Jeżeli {\displaystyle K} jest ciałem, to każdy ideał pierścienia wielomianów {\displaystyle K[x]} jest główny.

## Przykłady
- Każdy ideał w pierścieniu liczb całkowitych {\displaystyle \mathbb {Z} } jest ideałem głównym i jest postaci

{\displaystyle (n)=\{n\cdot a\colon a\in \mathbb {Z} \}.}
- Niech dany będzie pierścień macierzy typu 2×2 o elementach z pierścienia liczb całkowitych. Elementem tego pierścienia jest na przykład macierz {\displaystyle \left[{\begin{smallmatrix}0&1\\0&0\end{smallmatrix}}\right].} Ideał główny lewostronny generowany przez tę macierz składa się z macierzy postaci {\displaystyle \left[{\begin{smallmatrix}0&a\\0&b\end{smallmatrix}}\right],} gdzie {\displaystyle a} i {\displaystyle b} są dowolnymi liczbami całkowitymi, natomiast ideał główny prawostronny generowany przez tę macierz składa się z macierzy postaci {\displaystyle \left[{\begin{smallmatrix}c&d\\0&0\end{smallmatrix}}\right],} gdzie {\displaystyle c} i {\displaystyle d} są dowolnymi liczbami całkowitymi. Wynika stąd, że prawostronne i lewostronne ideały główne generowane przez ten sam element nie muszą być równe.
- Jeśli pierścień jest dziedziną Euklidesa, to jest pierścieniem ideałów głównych.